# سد باندوتام
سد باندوتام (باليابانية: Bandotame) هو سد ترابي يقع في محافظة ميه في اليابان، ويستخدم السد للري. تبلغ مساحة مستجمعات المياه للسد 0.3 كيلومتر مربع، ويحجز السد حوالي 2 هكتار من الأرض عند امتلائه ويمكنه تخزين 81 ألف متر مكعب من المياه، وتم الانتهاء من بناء السد عام 1963.